# ФК „Ерма“ (Трън)
ФК „Ерма“ Трън е български футболен отбор от град Трън, който се състезава в Северна А областна футболна група. Отборът играе мачовете си на градския стадион.

## Стадион „Градски“ в гр. Трън
Стадиона има капацитет за 1200 зрители, а седалките изобразяват знамето на Република България.

## Успехи на отбора
Най – голям успех на клуба е второ място във „В“ РФГ през 70-те години на двадесети век.
- ОФГ Перник – север 2008/09 – 10
- ОФГ Перник – запад 2009/10 – 4
- ОФГ Перник – запад 2010/11 – 3
- ОФГ Перник – запад 2012/13 – 5
- ОФГ Перник – A1 2013/14 – 14
- ОФГ Перник – A1 2014/15 – 10
- ОФГ Перник – A1 2015/16 – 8
- ОФГ Перник – A1 2016/17 – 12
- ОФГ Перник – A1 2017/18 – 4

## Известни играчи
- Светослав Евтимов
- Веселин Цонев
- Верчо Митов
- Стоян Петров
- Александър Александров
- Славчо Илков
- Емил Коев
- Иво Димитров
- Валери Димитров – Гочев
- Йосиф Тодоров Тодоров
- През 2013 играещ треньор на отбора е Боян Богославов